# Mesembreuxoa
Mesembreuxoa là một chi bướm đêm thuộc họ Noctuidae.